# سگ‌تباران استخوان‌شکن
سگ‌تباران استخوان‌شکن (نام علمی: Borophagini) نام یک تبار از زیرخانواده سگ‌های استخوان‌شکن است.